# ヨルダン設計開発局
ヨルダン設計開発局（アラビア語: المركز الأردني للتصميم والتطوير、英語: Jordan Design and Development Bureau、略称 JODDB）はヨルダンの防衛産業企業。かつての社名は、「アブドゥッラー2世国王設計開発局」（アラビア語: مركز الملك عبدالله الثاني للتصميم والتطوير、英語: King Abdullah II Design and Development Bureau、略称 KADDB）。同局は1999年8月24日、勅令により設立された。ヨルダン軍（Jordanian Armed Forces）への科学技術を外国に頼らず自前で提供しよう、というのがその目的だ。また、KADDBが設立されたのは、中東の気候や地形に合う兵器、軍需品、機械設備などを、1ヶ所で供給できるようにするためでもある。同局はヨルダン軍の中にある独立した機関で、活動に当たっては営利を追求し、予算は防衛費と営業利益の両方を財源としている。
JODDBでは軍人と文民を合わせて約200人の社員を抱えており、同局の職員は2つある戦略事業単位に所属している。 社員の多くは、フセイン国王主要工場群（King Hussein Main Workshops、KHMW）の中にある技術事業部で働く。本社は首都アンマンの中心部に置かれており、3つの事業部に分かれて組織されている。即ち、技術事業部、製造事業部、事業計画部である。

## KADDB投資集団
2010年1月1日より、ヨルダン当局は、アブドゥッラー2世国王設計開発局の商業部門として、KADDB投資集団（KADDB Investment Group、KIG）を設立するよう推進している。KADDB投資集団が狙いとするのは、防衛産業、警備産業、自動車産業、並びにこれらの産業を向上させ得るあらゆる業務に関して、新事業を興すよう促進することだ。

## KADDB工業団地
2009年10月、アブドゥッラー2世国王は、KADDB工業団地（KADDB Industrial Park）を落成させた。同団地は、中東で初の試みとなる防衛産業と自動車産業に特化した経済特区である。KADDB工業団地は有限責任公開会社で、アブドゥッラー2世国王設計開発局が単独で保有している。同社は2006年、経済特区法に従って設立された。経済特区法は、ヨルダンの工業水準や投資誘致の向上と、車両生産に関する現場の発展を促すために制定され、その文脈において、助成金制度、免税措置（tax exemption）、最高の物流環境、インフラ、適切な運営を保障することで、外国からの投資を誘致するよう環境を整えている。また、同団地では、防衛産業や他の施設が必要とする安全対策も良好であり、投資の成功をより確かなものにしている。同団地の敷地は、マフラク県のハーリディーヤにある3800ドゥナム（380ヘクタール）ほどの土地で、アンマンから50km、ザルカから24km離れており、サウジアラビア、イラク、シリアへ通じる道路の交差点がある。この立地条件は、KADDB工業団地で生産された商品を中東諸国へ輸出するのに好都合である。

## 事業計画
アブドゥッラー2世国王設計開発局が最優先課題としているのは、軍事需要を満たすことである。しかし、それと同時に、国軍からの要望と設計開発局の科学技術や意見との間でバランスを取る必要がある。同局から出た設計思想の一例として、ジープのデザートアイリス（Desert Iris）が挙げられる。この多目的車両デザートアイリスは、ヨルダン軽車両製造（Jordan Light Vehicle Manufacturing、JLVM）によって開発された。 デザートアイリスが装備しているのは、トヨタの2.8Lエンジン、MT、四輪駆動である。積載面積は広く、武装兵4人を載せて走行可能である。デザートアイリスには、様々な武器を取り付けることも可能だ。ヨルダン軍は、この車両をシエラレオネにおけるPKOで使用していた。現在、デザートアイリスは、サウジアラビア、UAE、リビアで正式採用されている。
アブダビに拠点を構えるビン・ジャブル集団（Bin Jabr Group）とKADDBが合作し、アラビア先進工業（Advanced Industries of Arabia）という共同事業会社が形成された。2005年、この共同会社は、UAE軍（Union Defence Force）に対して、いわゆるニムル（Nimr、アラビア語: نمر 「虎」の意）と呼ばれる4x4高機動戦闘車を供給することで、4100万ドルでの販売契約を締結した。ニムルの発注台数は500台で、4種類の改造型が混在している。 この戦闘車両には特注の冷却装置が装備されており、酷暑など極端な天候下にあっても、部隊の作戦遂行を可能とする。ニムルは、ヨルダンのKADDB工場でも生産される予定だ。

## 子会社と提携業者
- Jordan Manufacturing and Services Solutions (JMSS)
- Special Operations Forces Exhibition (SOFEX)
- JoSecure International
- Jordan Advanced Machining Company
- ヨルダン軽車両製造有限責任会社 (Jordan Light Vehicle Manufacturing LLC, JLVM)
- Jordan Ammunition Manufacturing and Services Co (JORAMMO)